# 水野重央
水野 重央（みずの しげなか）は、安土桃山時代から江戸時代初期にかけての武将、大名。紀伊新宮藩（紀州藩附家老）初代藩主。水野忠分の三男。官位は従五位下・対馬守。諱は初め重信（しげのぶ）を名乗り、のち重央、次いで重仲（しげなか）に改めたとされる。

## 生涯
元亀元年（1570年）、水野忠分の三男として尾張国に生まれる。天正4年（1576年）、母方の従兄に当たる徳川家康に初めて謁見し、のち家康に近侍して5,500石を知行する。天正16年（1588年）に大番頭となり、天正20年（1592年）2月1日には武蔵国埼玉郡・上総国山辺郡内に1,500石を加増される。
慶長5年（1600年）の関ヶ原の戦いでは大番頭として従軍。慶長6年（1601年）5月11日、従五位下・対馬守に叙任。慶長11年（1606年）、家康の十男・徳川頼宣の後見を家康から託され、慶長13年（1608年）に頼宣の家老となり、常陸国内に1万石を与えられた。幼少である頼宣に代わり、水戸藩では重央が国政に当たっている。慶長14年（1609年）、頼宣が駿河国駿府藩に転封されると、同年12月22日に重央は遠江国浜松城主となって2万5,000石を与えられた。
慶長19年（1614年）の大坂冬の陣では初陣を飾った頼宣に従って天王寺付近に布陣し、翌慶長20年（1620年）の大坂夏の陣では天王寺・岡山の戦いで後詰として活躍した。元和3年（1617年）10月24日には駿河・遠江両国内に1万石を加増されている。
元和5年（1619年）、頼宣が紀州藩に移ると、重央は同年7月19日に紀伊国新宮に3万5,000石を与えられ、安藤直次と共に頼宣の附家老としてその補佐に務めた。しかし附家老という身分上、大名としての資格を失うことになった。
元和7年（1621年）11月12日に和歌山で死去。享年52。戒名は全龍院殿日山常春大居士。墓所は和歌山市直川の全正寺。長男の重良は附家老が陪臣として扱われることに不満を抱き、弟の定勝に新宮3万5,000石を継がせようとしたが、結局徳川秀忠と家光の説得を受けて元和9年（1623年）に家督を継いでいる。